# Kreuzigungsfenster (Guimiliau)

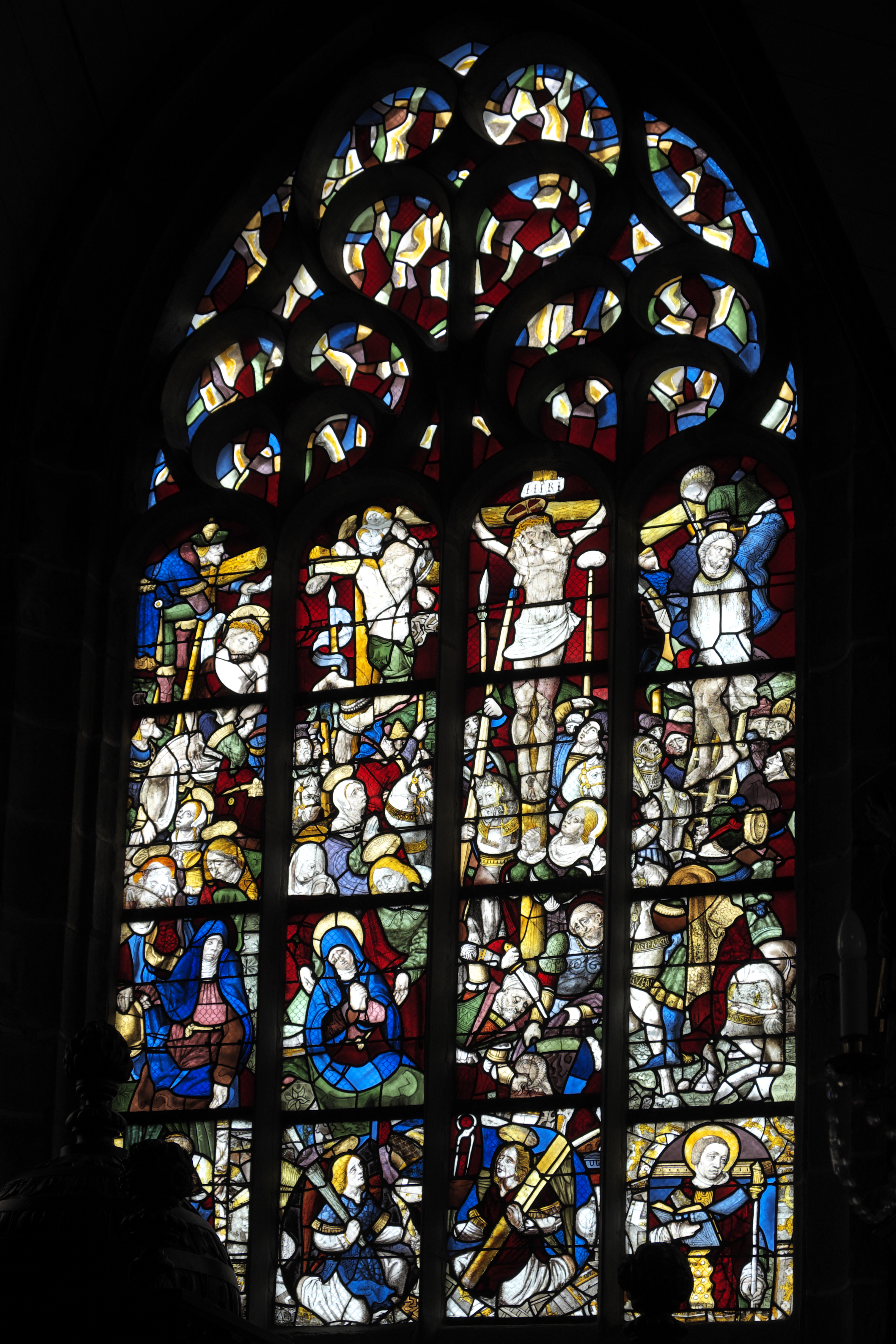
Kreuzigungsfenster in Guimiliau

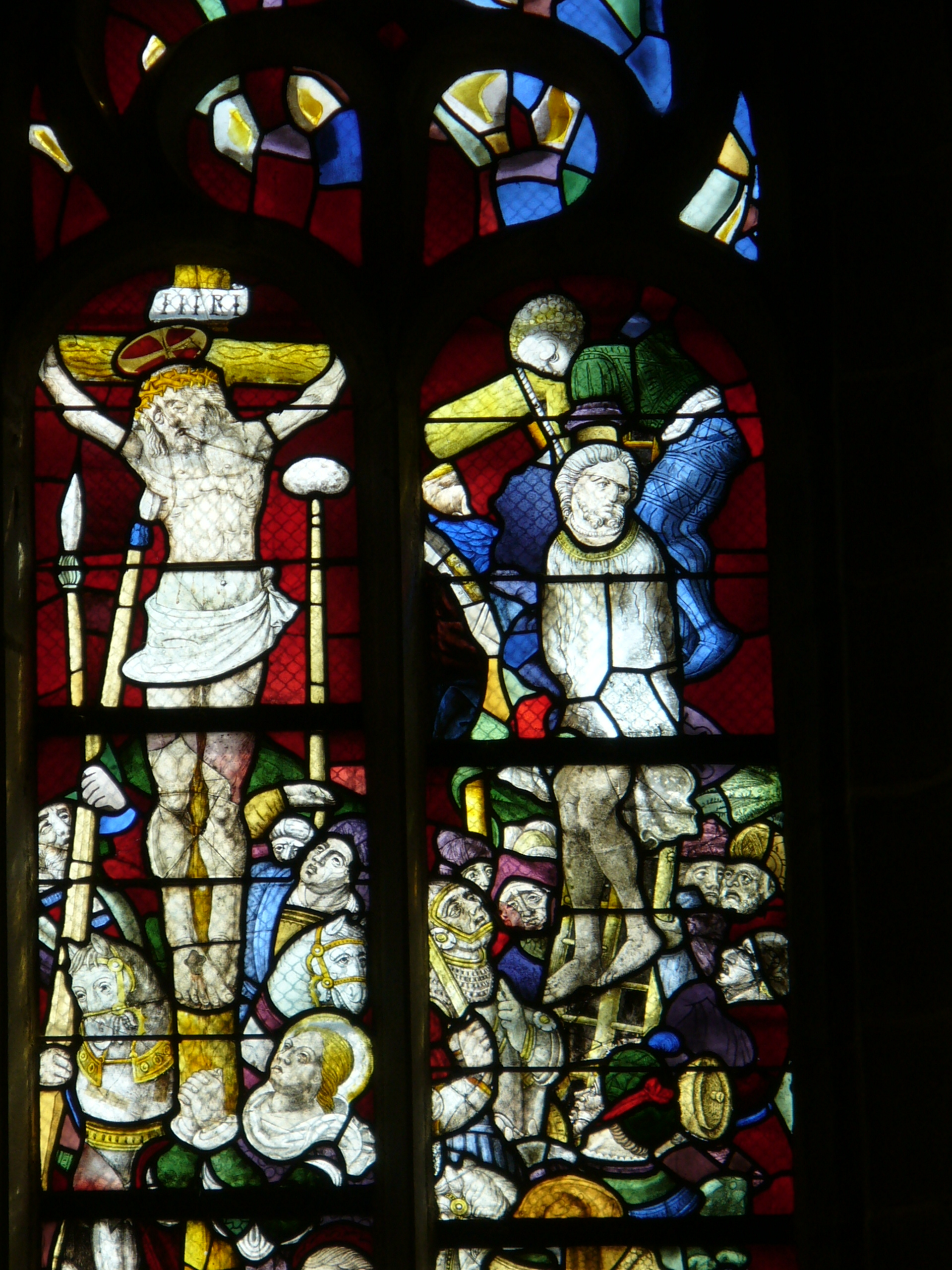
Ausschnitt

Das Kreuzigungsfenster in der katholischen Kirche St-Miliau in Guimiliau, einer französischen Gemeinde im Département Finistère der Region Bretagne, wurde um 1550 geschaffen. Das vier Meter hohe und 2,50 Meter breite Bleiglasfenster wurde 1906 als Monument historique in die Liste der Baudenkmäler in Frankreich aufgenommen.
Das zentrale Fenster im Chor wurde von einer unbekannten Werkstatt geschaffen. Es zeigt auf vier Lanzetten eine Kreuzigungsszene mit der Kreuzigung Jesu und die Kreuzabnahme (links außen).
Im Maßwerk wurden um 1980 ornamentale Scheiben von Hubert de Sainte Marie eingebaut. 
Neben dem Kreuzigungsfenster sind noch fünf weitere sehenswerte Fenster aus dem 16. Jahrhundert in der Kirche erhalten.